# Urania leilus
Chinois vert
Espèce
Urania leilus, le Chinois vert, est une espèce de lépidoptères (papillons) américains de la famille des Uraniidae et de la sous-famille des Uraniinae.

## Description

### Papillon
L'imago d'Urania leilus est un grand papillon noir et vert aux ailes antérieures noires rayées de vert et aux ailes postérieures bordées de blanc présentant deux grandes queues blanches. Il est de grande envergure, de 5 à 9 cm.

### Chenille
La chenille, dont le corps est protégé par de longs poils, s'alimente d'euphorbes tropicales vénéneuses.

## Biologie
Il n'a pas de diapause.
Les plantes hôtes sont des lianes du genre Omphalea.

## Distribution et biotopes
Urania leilus est présent en Amérique du Sud (Colombie, Venezuela, Équateur, Brésil, Pérou, Guyane française, et dans les Caraïbes.
L'espèce est migratrice jusqu'en Guadeloupe. Elle pratique ses migrations avec d'autres papillons.
Elle affectionne les rives des cours d'eau des forêts.

## Systématique
L'espèce actuellement appelée Urania leilus a été décrite par le naturaliste suédois Carl von Linné en 1758, sous le nom initial de Papilio leilus,. Elle est l'espèce type du genre Urania.

### Synonymie
Selon FUNET Tree of Life (12 décembre 2020) :
- Papilio leilus (Linnaeus, 1758) — Protonyme
- Papilio leilaria (Hübner, 1807)

## Noms vernaculaires
Urania leilus est appelé en français Chinois vert ou Papillon chinois, et en anglais Green-banded Urania.

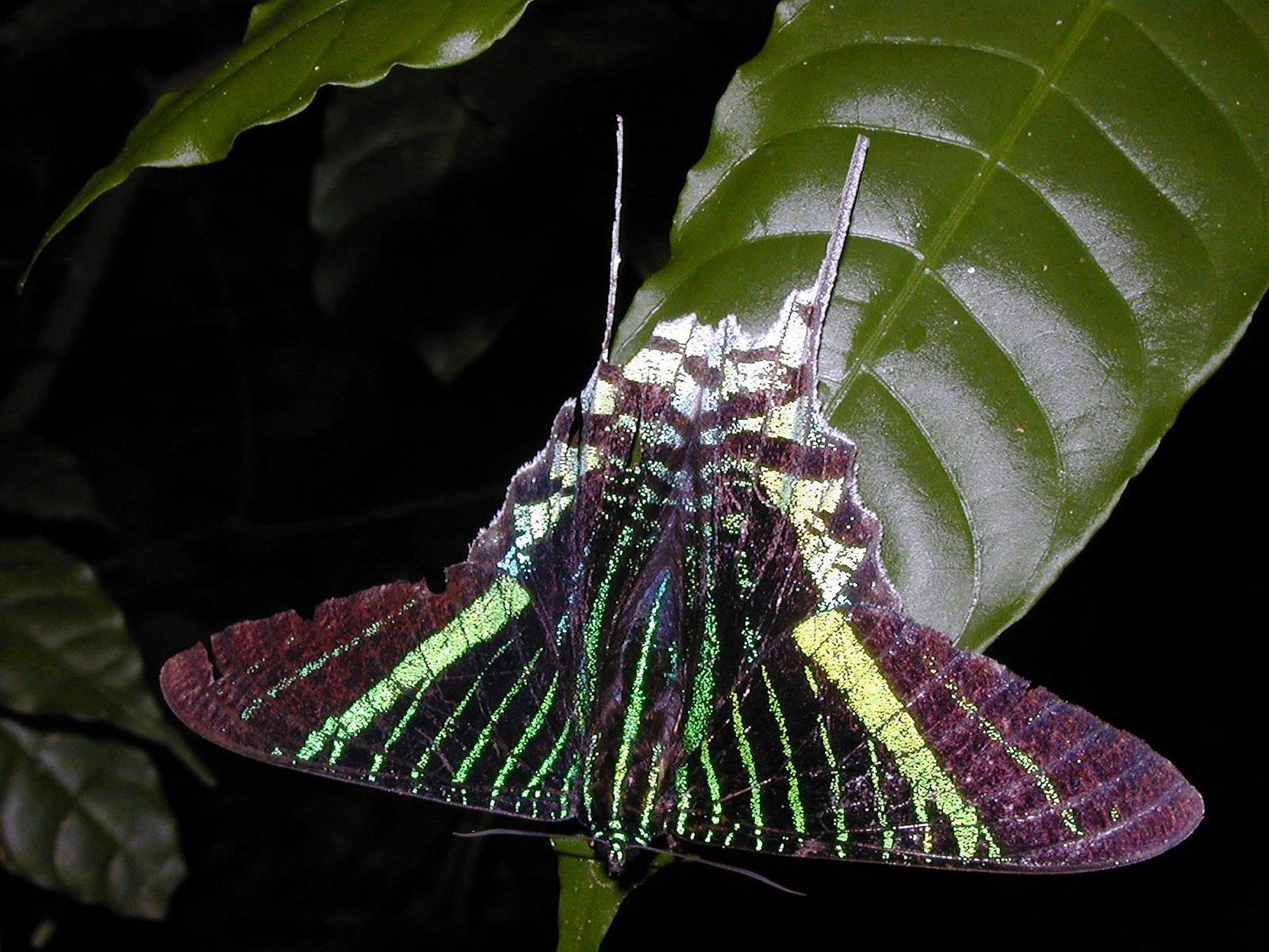
Imago en position de repos, Guyane.

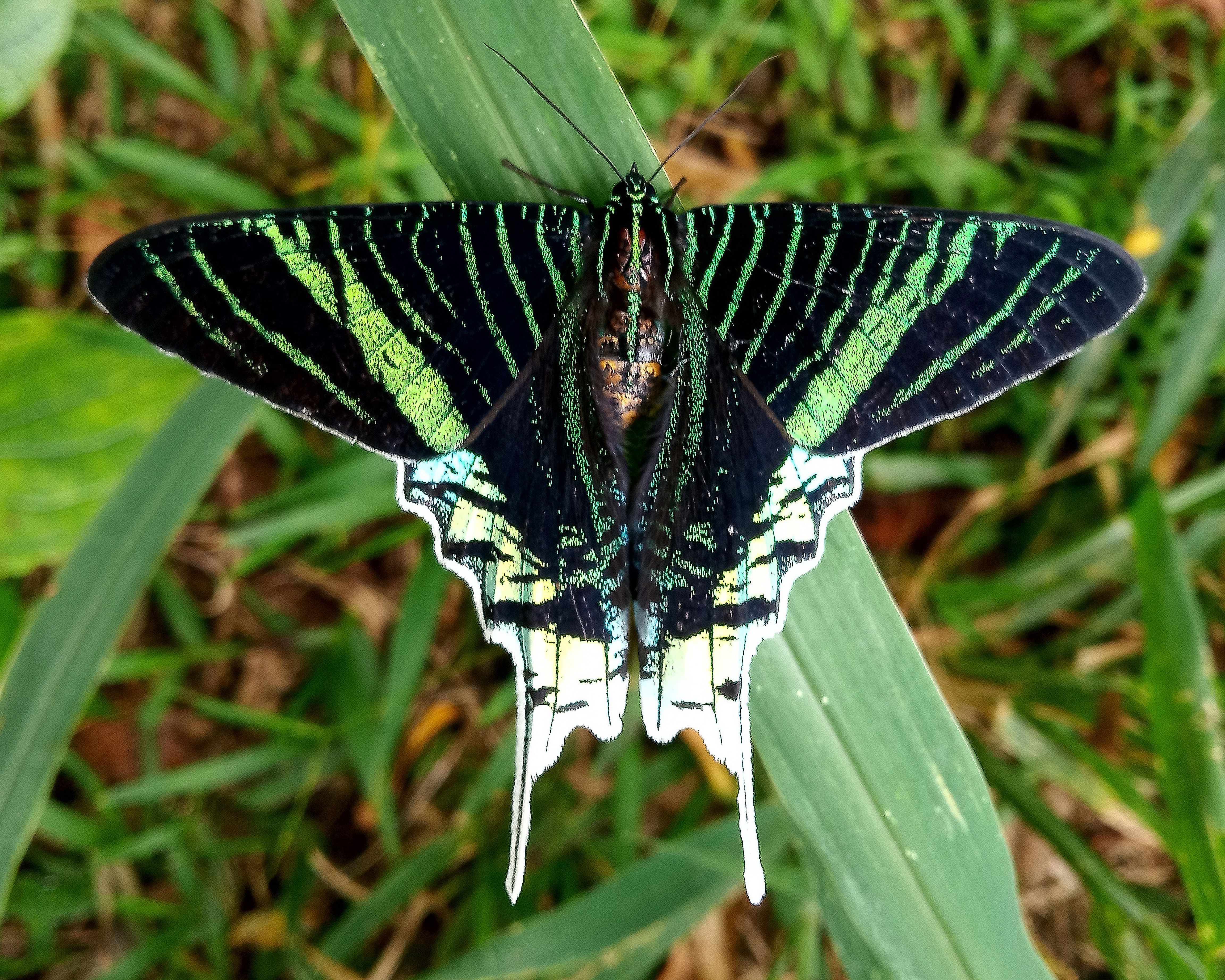
Autre imago.

## Protection
L'espèce n'a pas de statut de protection particulier en France.